# Llibre de Sofonies
El llibre de Sofonies és un dels llibres profètics de l'Antic Testament, escrit pel profeta Sofonies en una data dubtosa. Pels fets que conté podria ser del segle vii aC, però alguns estudiosos afirmen que la llengua pertany a un període posterior, potser del segle ii aC. Narra una profecia de càstigs divins per la traïció de Jerusalem a la llei religiosa, recolzant-se sovint en altres cites de la Bíblia.
L'himne llatí Dies irae s'inspira en uns versets que descriuen com la ira de Déu cau sobre els homes, arrasant la Terra en una espècie de Creació inversa. Aquest càstig afectarà també les nacions veïnes fins a l'arribada d'un Messies.

## Autor
El primer verset del llibre inclou la seva autoria a "Sofonies, fill de Cuixí, fill de Guedalià, fill d'Amarià, fill d'Hizquià, en temps de Josies, fill d'Amon, rei de Judà" (Sof 1:1).
Sofonies, en hebreu צפניה, significa "Déu protegeix" o "Déu amaga". Cuixí, el nom del pare, significa natural d'Etiòpia. Segons aquest verset Sofonies fou rebesnet del rei Ezequies i podria ser, així com Isaïes, membre de la família reial. D'aquest verset i de l'anàlisi del contingut del llibre hom creu que l'activitat del profeta es desenvolupà en el regnat de Josies (640-609 aC). Segurament Sofonies i Jeremies fossin els profetes que urgiren el rei Josies perquè promulgués una reforma del culte que posteriorment es dugué a terme.

## Data de composició
El primer verset indica que la major part del llibre fou escrit en temps de Josies, i el verset 4 "Aixecaré la mà contra la gent de Judà i contra els habitants de Jerusalem. Esborraré d'aquest lloc el que resti del culte de Baal [...]" (Sof 1:4) suggereix que la data de composició és anterior a la reforma de Josies de l'any 621 aC (Segon llibre dels Reis, 22 i 23).